# 伊麗莎白瞭望台

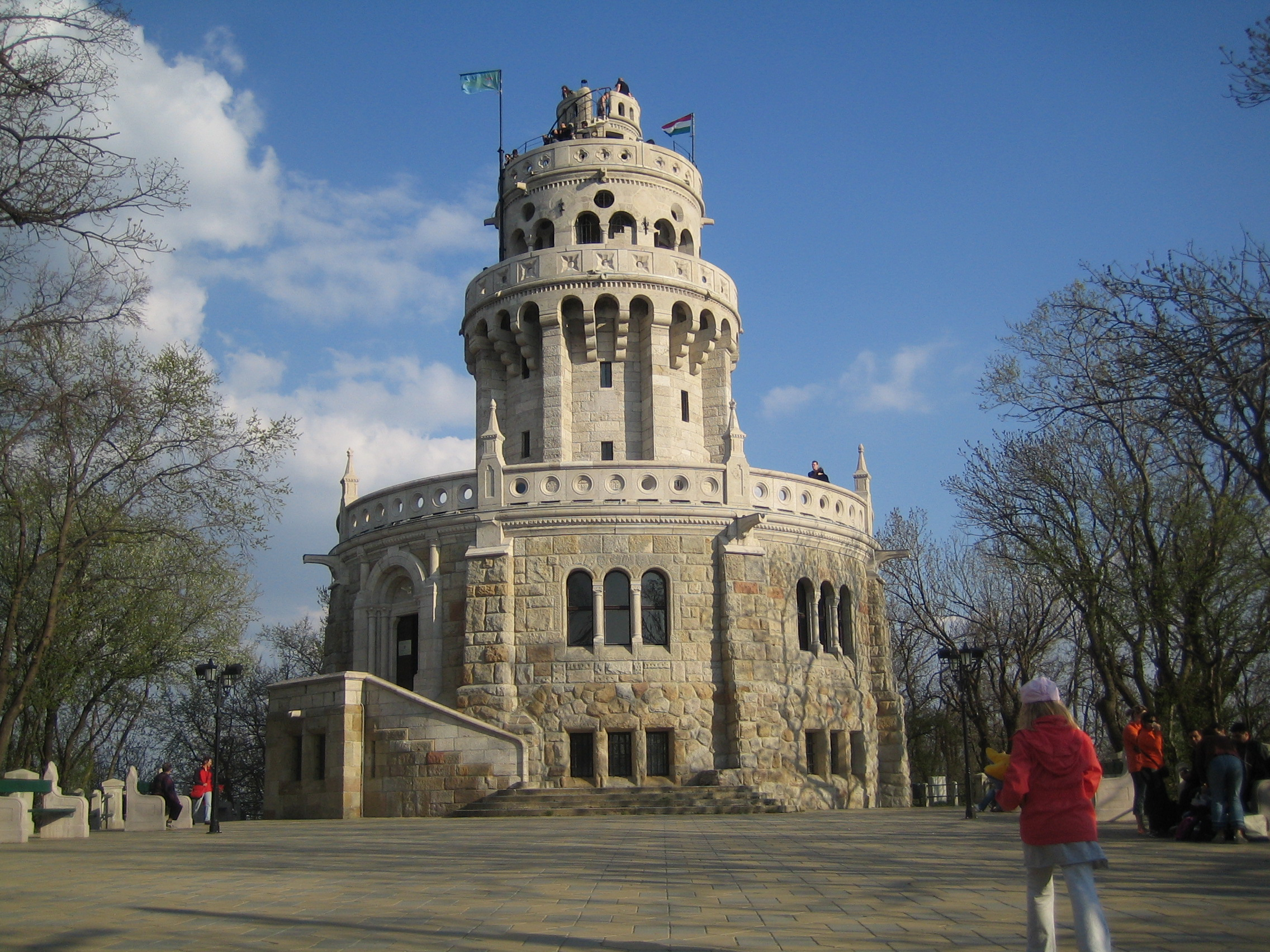

伊麗莎白瞭望台（匈牙利語：Erzsébet-kilátó）是位於匈牙利首都布達佩斯郊外雅諾什山山頂的瞭望台。伊麗莎白瞭望台修建於1911年，名稱系紀念茜茜公主。伊麗莎白瞭望台高526米，在這裡可以願望布達佩斯全市的景色。天氣晴朗時甚至可以看到匈牙利大平原。

## 外部連結
- Airplane shots of The Belvedere (Elisabeth) Tower （页面存档备份，存于）
- Climbing the buda hills （页面存档备份，存于）
- 70 Billion Pixels Budapest - The largest photo on Earth

47°31′5.51″N 18°57′33.06″E / 47.5181972°N 18.9591833°E